# 415 (số)
415 (bốn trăm mười lăm) là một số tự nhiên ngay sau 414 và ngay trước 416.